# Helmut Hölzer

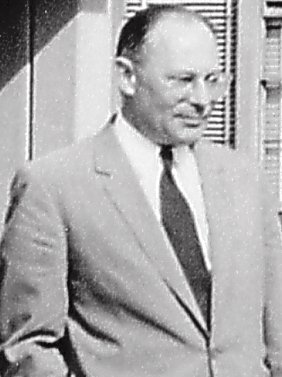
Helmut Hölzer in Huntsville

Helmut Hölzer (* 27. Februar 1912 in Bad Liebenstein; † 19. August 1996 in Huntsville (Alabama)) war ein deutscher Computer- und Raketenpionier.

## Leben
Helmut Hölzer wurde 1912 im thüringischen Bad Liebenstein geboren. Seine Eltern waren der Kaufmann Bernhard Alexander August Hölzer (* 1880) und Emmy Selma Frida, geb. Roth (* 1885). Die Ehe wurde geschieden. Seine Mutter leitete dort eine Pension, sein Vater besaß die Thüringer Steinwerke vermutlich in unmittelbarer Nähe zur Gärtnerei seines Bruders Bernhard. Helmut Hölzer ging drei Jahre zur Grundschule und anschließend auf das Pädagogium seiner Heimatstadt. Die Oberrealschule in Bad Salzungen besuchte er bis Ostern 1931. Nach seinem Abitur im Jahr 1931 arbeitete er sechs Monate im Reichsbahnausbesserungswerk Meiningen. Von 1931 bis 1939 studierte er Elektrotechnik an der TH Darmstadt. Von Herbst 1935 bis Frühjahr 1937 ging er einer Assistententätigkeit an der Ingenieurschule in Frankenhausen und von Frühjahr 1937 bis Mai 1939 an der Ingenieurschule für Luftfahrttechnik in Darmstadt unter Franz Nikolaus Scheubel nach. Die Diplomhauptprüfung für Elektrotechnik legte er im Mai 1939 erfolgreich ab. Zusammen mit seinem Lehrer Alwin Walther entwickelte er den Rechenschieber System Darmstadt mit einem Fehler von lediglich 0,16 %.
1935 stellte er als Segelflieger fest, dass es kein Messgerät für die Geschwindigkeit über Grund gibt. Er wollte hierzu die Beschleunigungen integrieren und das Thema zu seiner Studienarbeit machen. Mechanische Integratoren hatten schon 1914 Udo Knorr und 1923 Vannevar Bush gebaut. Er wurde von Hans Busch an dessen Hauptassistent Kurt Heinrich Debus, Ernst Hueter und Viktor Blaess verwiesen, die jedoch kein Interesse zum Problem des Integrators zeigten. So beschränkte er sich auf die theoretische Untersuchung über die Nachahmung von mathematischen Operationen durch elektrische Netzwerke.

### Arbeit in Peenemünde

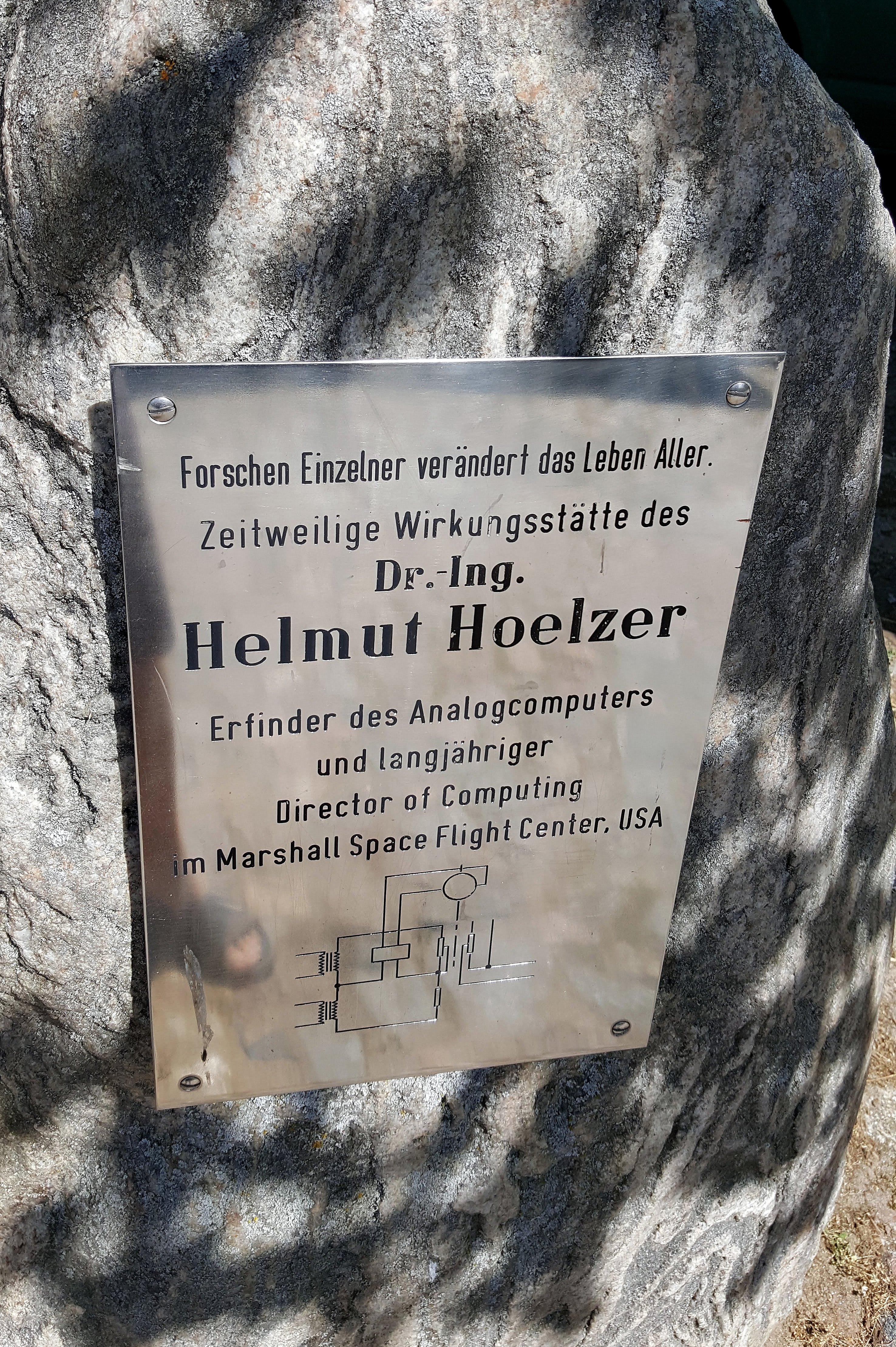
Gedenktafel im Forstamt Neu Pudagla

Für kurze Zeit arbeitete er im Laboratorium für Hochfrequenzforschung der Firma Telefunken in Berlin. Im Oktober 1939 gab es ein Treffen mit Ernst Steinhoff, Hermann Steuding und Wernher von Braun wegen Leitstrahlen für Flugkörper. Am Anfang des Zweiten Weltkriegs wurde er dienstverpflichtet und in der Heeresversuchsanstalt Peenemünde eingesetzt. Für die Rakete Aggregat 4 war eine Kreisel-Kurssteuerung als Autopilot geplant. Da diese aber gegen Einflüsse wie Seitenwind machtlos ist, war es seine Aufgabe, eine überlagerte Funk-Fernsteuerung zu entwickeln. Sein Assistent wurde Otto Heinrich Hirschler. Die Teams für Kurssteuerung und Fernsteuerung waren organisatorisch getrennt.
Da sich auch bei der Fernsteuerung Instabilitäten zeigten und Störungen sich aufschaukelten, brauchte er einen Echtzeit-Integrator und -Differentiator, die er mit Kondensatoren realisieren wollte. Da Gleichstromverstärker noch nicht ausgereift waren und die Drift nicht in den Griff zu kriegen war, wählte er einen Wechselstromverstärker in Röhrentechnik. Der Messwert war der Wechselspannung mit unterdrücktem 500 Hz-Träger aufmoduliert. Zur Modulation verwendete er einen Ringmodulator mit Halbleitern aus Kupferoxydul.
Walter Häussermann hatte einen Prüfstand gebaut und Josef Maria Boehm einen Schwingtisch zur elektro-mechanischen Simulation. Die Servos für die Strahlruder erwiesen sich jedoch als zu langsam. Neben der Winkelgeschwindigkeit aus den Wendezeigern brauchten sie zusätzlich die Winkelbeschleunigung. Das komplette Kurs- und Fernsteuerungssystem erhielt den Tarnnamen Mischgerät, weil das Mischen der verschiedenen Signale dort auch stattfand. Hans Henning Hosenthien und Otto Heinrich Hirschler bauten eine zweite Generation des Analogrechners.
Aufgrund der Bombardierung Peenemündes musste der 31-jährige sich mit seiner Erfindung in das Forsthaus von Neu Pudagla retten. Während er dort sein Gerät weiterentwickelte, lernte er die Tochter des Försters Muschwitz kennen, welche er nur ein Jahr später heiratete.

### Arbeit in den USA

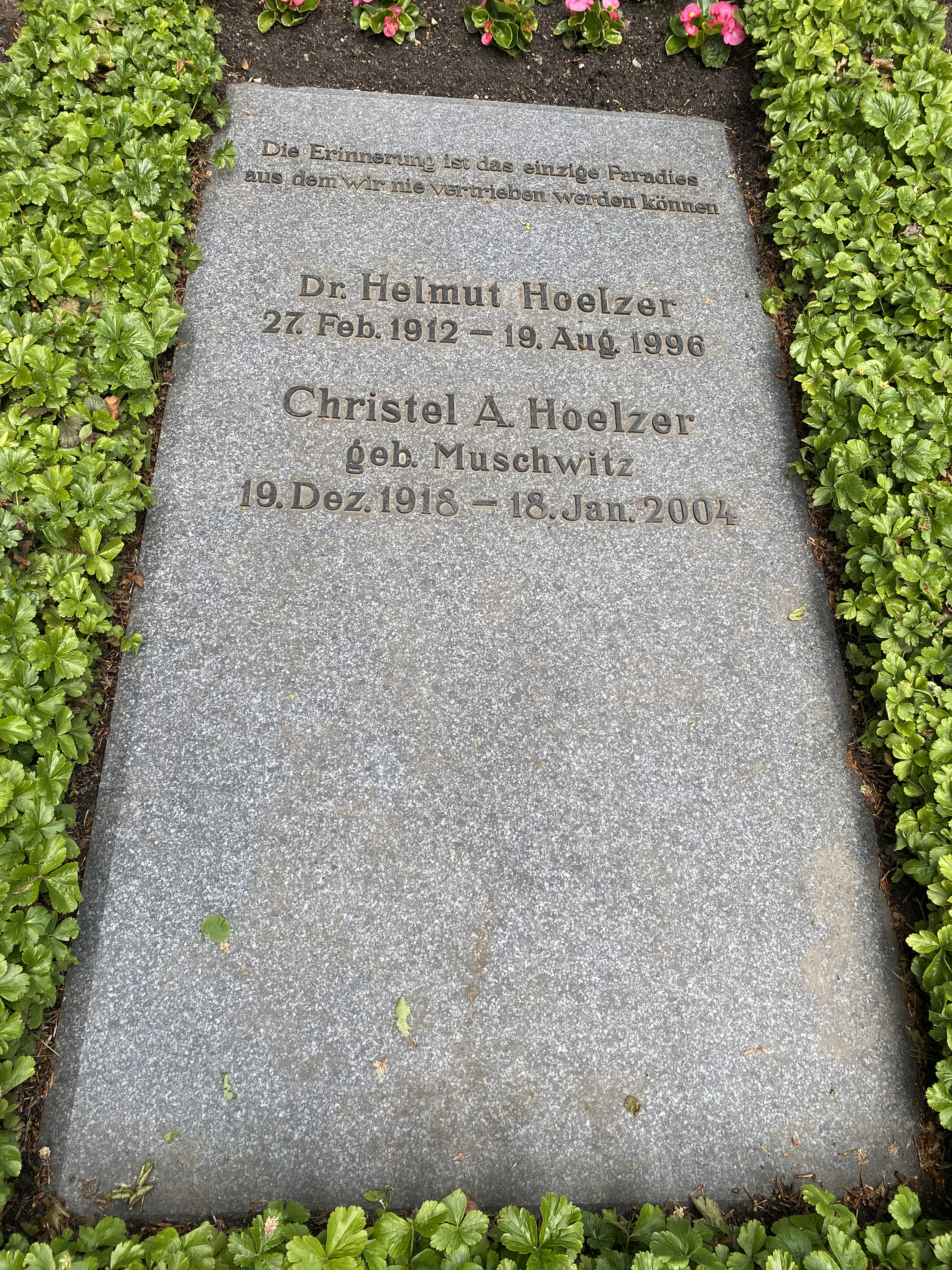
Grabstätte auf dem Friedhof Ohlsdorf

Nach Kriegsende wurde sein Analogrechner 1946 als Kriegsbeute in die USA gebracht und von der amerikanischen Armee weiterverwendet. Im Februar 1946 promovierte er an der TH Darmstadt bei seinem Lehrer Alwin Walther und Richard Vieweg mit der Arbeit Anwendung elektrischer Netzwerke zur Lösung von Differentialgleichungen und zur Stabilisierung von Regelvorgängen und siedelte mit mehreren Mitarbeitern der Heeresversuchsanstalt Peenemünde in die USA um, wo er sich unter Wernher von Braun weiter der Raketenforschung widmen konnte. Bis in die 1950er Jahre arbeitete er im Fort Bliss und anschließend im Redstone Arsenal. Er wurde 1960 Director of Computing am Marshall Space Flight Center, wo er die Fernsteuerung der Mondraketen des Apollo-Programms entwickelte.
Sein Sohn Hans D. Hoelzer (⚭ Elizabeth Livingston) wurde ebenfalls Ingenieur. Seine Enkelinnen sind Martha und Margaret Hoelzer. Helmut Hölzer verstarb im Alter von 84 Jahren und wurde auf dem Hamburger Friedhof Ohlsdorf beigesetzt. Die Grabstätte liegt im Planquadrat K 16 nordwestlich von Kapelle 3.

## Ehrungen
- Kriegsverdienstkreuz 1. Klasse[17]
- Außerordentliche Verdienstmedaille der NASA.
- Kopernikus-Medaille des Kuratoriums Mensch und Weltall.

## Veröffentlichungen
- 1946: Anwendung elektrischer Netzwerke zur Lösung von Differentialgleichungen und zur Stabilisierung von Regelvorgängen, Darmstadt, Dissertation vom 11. Februar 1946.